# Merav Miller
 (septembre 2018).
Si vous disposez d'ouvrages ou d'articles de référence ou si vous connaissez des sites web de qualité traitant du thème abordé ici, merci de compléter l'article en donnant les références utiles à sa vérifiabilité et en les liant à la section « Notes et références ».
Merav Miller  (en hébreu : מירב מילר) , née le 21 mai 1971 est une présentatrice de nouvelles et un radiodiffuseur israélien.

## Biographie
Miller est née et a grandi à Kfar Saba. Elle a servi dans l'armée de l'air israélienne et a ensuite travaillé comme hôtesse de l'air et a étudié les communications dans un collège. Elle a commencé sa carrière comme journaliste à Hot, et a ensuite déménagé pour travailler à Israel Broadcasting Authority. En 2004, elle a présenté les résultats du score israélien à l'Eurovision. En 2008, elle a commencé à guider l'émission d'information de Aroutz 1.